# 波普里卡尼鄉
47°18′N 27°31′E / 47.300°N 27.517°E
波普里卡尼鄉（羅馬尼亞語：Comuna Popricani, Iași），是羅馬尼亞的鄉份，位於該國東北部，由雅西縣負責管轄，面積70平方公里，海拔高度156米，2007年人口7,566，人口密度每平方公里109人。